# Políticas para Detentos
As Políticas para Detentos (em inglês: The Detainee Policies) é o nome dado a uma série de documentos liberados pela WikiLeaks a partir de 25 de outubro de 2012. Trata-se de mais de 100 documentos secretos ou restritos, pertencentes ao Departamento de Defesa dos Estados Unidos, que abordam as regras e procedimentos para manutenção de detentos sob a custódia da força militar norte-americana.

## História
Após ser acusado de estupro e assédio sexual em 2010, os advogados de Julian Assange, fundador da WikiLeaks, declararam que ele corria "um risco real" de ser condenado à pena de morte na Baía de Guantánamo. Devido a este fato, alguns acreditavam que o lançamento de documentos relacionados àquela prisão não seria coincidência.
Assim, durante o mês de novembro de 2012 até o fim do mesmo ano, a WikiLeaks liberou, em ordem cronológica, o equivalente a mais de uma década de documentos contendo as políticas para detentos da força militar americana. Os documentos incluíam os Procedimentos Operacionais Padrão (do inglês, Standard Operating Procedures) dos campos de detenção no Iraque e Cuba, manuais de interrogação e Ordens Fragmentárias (do inglês, Fragmentary Orders) com mudanças para políticas e procedimentos de detenção. Uma série de documentos foi relacionada ao Campo Bucca, no Iraque, mas havia também documentos referentes às políticas do Departamento de Defesa e aos complexos penitenciários de Abu Ghraib, no Iraque, da Baía de Guantánamo, além de bases na Europa.
A liberação das "Políticas para Detentos" foi realizada três anos após a WikiLeaks liberar os Manuais de Procedimentos Operacionais Padrão (POP) do Campo Delta. Sendo assim, um dos primeiros documentos liberados foi o documento base para a Baía de Guantánamo (Campo Delta), os Manuais de Procedimentos Operacionais Padrão (POP) relativos aos anos de 2002, 2003 e 2004. O manual de 2002, que não havia sido publicado antes, moldou sucessivos anos do complexo penitenciário na Baía de Guantánamo assim como outras prisões militares norte-americanas ao redor do mundo, como Abu Ghraib. "Esse documento é de significante importância histórica. A Baía de Guantánamo tornou-se o símbolo do abuso sistemático dos direitos humanos no Ocidente por uma boa razão", disse o fundador da WikiLeaks, Julian Assange. "Mas como pode a WikiLeaks ter publicado agora o equivalente a três anos de procedimentos operacionais da Baía de Guantanamo, mas o resto da imprensa mundial não ter publicado nada?".
Em relação ao Iraque, a liberação incluiu Ordens de Operação (do inglês, Operation Orders) relacionadas às políticas para seleção e interrogatório de detentos. Os documentos também incluem instruções de rotina relativas aos empregados, agendamento de visitas legais, procedimentos para administração de tratamento médico, instruções de como relatórios diários médicos e de pessoal devem ser mantidos, racionamento de cigarros e quais itens eram "permitidos para posse dos detentos".
Na época de liberação da "Política para Detentos" também foi prometida a liberação de uma série de documentos que, segundo a WikiLeaks, só poderiam ser descritos como "políticas de desresponsabilização". Um dos documentos, datado de 2005, chamado 'Política para Atribuição de Números de Série a Detentos' (do inglês, Policy on Assigning Detainee Internment Serial Numbers), abordava o "desaparecimento" discreto de detentos para a custódia de outras agências governamentais norte-americanas e, ao mesmo tempo, mantendo seus nomes fora dos registros centrais militares - sistematicamente não-atribuindo um número de série a um prisioneiro. Segundo a WikiLeaks, até referências a esse documento são declaradas secretas/NOFORN e detentos poderiam ser "descartados" sem que que provas significantes fossem documentadas.
Uma outra política formal de desresponsabilidade é uma Ordem Fragmentária de 2008, que minimiza a manutenção de registros relacionados a interrogatórios. Revelando filmagens com torturas e fotos de Abu Gharib e o escândalo político a respeito da destruição das filmagens de interrogatórios da Agência Central de Inteligência (CIA), esse documento elimina "a necessidade de gravação de sessões de interrogatório na Theatre Internment Facilities", instalação de detenção militar norte-americana localizada no Afeganistão. Apesar do documento declarar que interrogatórios feitos nas Instalações de Detenção Division e Brigade devem ser gravadas, também diz que elas devem ser "destruídas em 30 dias". Essa política foi mais tarde revertida pela administração de Barack Obama.
Uma série de documentos são relacionados às políticas acerca dos interrogatórios de detentos (2004, 2005, 2008). Violência física direta é proibida, por escrito, mas uma política formal de aterrorização de detentos durante os interrogatórios, combinado com uma política de destruição da gravação dos interrogatórios, levou a abuso e impunidade. A WikiLeaks teve conhecimento de políticas que se aplicavam a forças internacionais através de um documento com política de interrogatório de 13 páginas, datado de 2005, relacionado a todo o pessoal na Força Multinacional Iraque (MNF-I). Tal documento detalha "abordagens de interrogatório" "aprovadas", delineando a promoção de técnicas explorativas tais qual a "Abordagem Emocional: manipular os sentimentos de um detento pela família, terra-natal ou companheiros". Como contraste, na abordagem "Temor ao Extremo" (do inglês, "Fear Up Harsh"), "o interrogador comporta-se de maneira avassaladora, com uma voz alta e ameaçadora de forma a convencer a fonte (da informação) de que ele realmente tem algo a temer; que ele não tem outra opção senão cooperar".

## Posição da WikiLeaks
O fundador da WikiLeaks, Julian Assange, disse: "As 'Políticas para Detentos' mostram a anatomia da besta que é a detenção pós-onze de setembro, o entalhar de um espaço escuro onde leis e direitos não se aplicam, onde pessoas podem ser detidas sem que se deixe rastros ao bel prazer do Departamento de Defesa dos Estados Unidos. Mostra os excessos dos dias antigos de guerra contra um 'inimigo' desconhecido e como essas políticas amadureceram e evoluíram, derivando, por fim, no estado permanente de exceção no qual os Estados Unidos agora se encontram, uma década depois".
As "Políticas para Detentos" fornecem uma forma mais completa de entendimento das instruções dadas aos captores assim como os "direitos" dos detentos. No comunicado à imprensa, publicada pela WikiLeaks antes da liberação das "Políticas para Detentos", eles convocaram advogados, ONGs, ativistas dos direitos humanos e o público a reprimirem as "Políticas para Detentos" e investigar problemas importantes como a negação de acesso ao Comitê Internacional da Cruz Vermelha a instalações de detentos, assim como pesquisar e comparar diferentes gerações de POPs e OFRAGs para ajudar a entender melhor a evolução dessas políticas e o motivo pelo qual aconteceram. O público também foi convocado a utilizar a hashtag #WLfindDP para divulgar o que encontrasse a respeito do assunto.

## Principais Documentos
Dentre os vários documentos liberados pela WikiLeaks alguns merecem destaque devido o seu conteúdo.

### Manual de Procedimentos Operacionais Padrão (POP) do Campo Delta da Baía de Guantánamo
Criado em 11 de novembro de 2002, mas só trazido a público em 25 de outubro de 2012, o propósito deste documento era disseminar informação, instruções e procedimentos para execução de operações no Campo Delta. Tais procedimentos deviam ser seguidos por qualquer trabalhador no Campo Delta, seja ele militar ou civil.

### Política de Interrogatório da Força Multinacional do Iraque
Criado em 27 de janeiro de 2005 e trazido a público em 21 de novembro de 2012, este documento tinha como propósito estabelecer a política de interrogatório para todos os detentos sob o controle de qualquer unidade sob o comando e controle da Força Multinacional do Iraque (MNF-I) (rebatizada em 2009 como Força dos Estados Unidos no Iraque (USF-I). Este documento autoriza o uso de diversas técnicas de interrogatório como:

#### Abordagem Emocional do Amor
Manipulação do sentimento de amor que um detento tem pela família, terra natal ou companheiros. Podendo envolver um incentivo, tal como permitir a comunicação do detento com algum indivíduo ou grupo.

#### Temor ao Extremo
Explora o medo prévio do dentento, manifestado durante sua captura ou interrogatório e é considerada uma das abordagens com maior potencial para violar leis de guerra. Nessa abordagem, o interrogador comporta-se de maneira agressiva, com voz alta e ameaçadora, de forma a convencer o interrogado de que ele realmente tem algo a temer e que não tem outra opção senão cooperar.

#### Estabelecimento de Identidade
Trata-se de convencer o detento de que o interrogador o confundiu com alguma outra pessoa. Dessa forma o interrogado é incentivado a "limpar seu nome", cooperando com o interrogador.